# Streptoprocne phelpsi
Streptoprocne phelpsi е вид птица от семейство Бързолетови (Apodidae).

## Разпространение
Видът е разпространен в Бразилия, Венецуела и Гвиана.